# Abraham Amorie van der Hoeven
Abraham Amorie van der Hoeven (ur. 28 lutego 1798 w Rotterdamie, zm. 29 lipca 1855 okolice Arnhem) – liberalny holenderski teolog i pastor remonstrancki, który położył ogromne zasługi dla odnowy swojego kościoła.

## Rodzina i pochodzenia
Był synem kupca Abraham van der Hoeven oraz Marii van der Vallen van Vollengove. Nazwisko “Amorie” otrzymał w dniu chrztu na życzenie swojej babki ze strony ojca, która jako ostatnia z rodziny nie chciała, by zaniknęło. Abraham urodził się zamożnej rodzinie mieszczańskiej w Rotterdamie od pokoleń związanej z kościołem remonstranckim – jego matka była spokrewniona z Jakubem Arminiusem. Rodzina van der Hoven była nie tylko zamożna, ale też doskonale wykształcona i religijna. Jego ojciec był jednym z przywódców opozycji wobec unitarianizującego i racjonalistycznego pastora w Rotterdamie.

## Studia teologiczne
Studia teologiczne rozpoczął w 1814 roku na Uniwersytecie w Lejdzie, gdzie szybko dostał się pod wpływ J.H. van der Plama, liberalnego teologa kalwińskiego. Objawił się tam też jego talent oratorski. Po ukończeniu studiów, zgodnie ze wymogiem zapisał się na amsterdamskie seminarium remonstranckie. Niegdyś słynące z wysokiego poziomu i znakomitych teologów (np. Filip van Limborch), u progu XIX wieku było w stanie schyłkowym, a wśród profesorów dominował racjonalizm teologiczny. W czasie studiów intensywnie pracował nad swoim talentem oratorskim.

## Pastor w Rotterdamie
W 1819 został mianowany pastorem remonstranckim w Oude Wetering, ale już w 1820 na swojego trzeciego (i najmłodszego) pastora powołała go rodzinna parafia w Rotterdamie. W chwili gdy rozpoczął on tam pracę, liczyła zaledwie 814 wiernych, spadek o 100 w ciągu 20 lat i ponad 6000 tysięcy w ciągu 100 lat.
Odrzucając teologię racjonalistyczną i opowiadając się za szerokim, liberalnym chrześcijaństwem, wkrótce stał się najpopularniejszym kaznodzieją w mieście. Choć jego teologia spotykała się z wyraźną niechęcią starszych kolegów, na jego kazania przychodziły tłumy, często spoza miasta, co zmusiło radę parafialną do wprowadzenia przepisów porządkowych, np. co robić w sytuacji, gdy wszystkie miejsca siedzące są zajęte, a przed kościołem wciąż są tłumy próbujące dostać się do zewnątrz.
Dzięki jego kazaniom – których fragmenty publikowała prasa – z kościołem remonstranckim związało się wiele osób z holenderskiego życia intelektualnego początków XIX wieku. Gdy odchodził z funkcji rotterdamskiego pastora, jego parafia liczyła ponad 1200 osób.

## Teolog i lider kościoła remonstranckiego

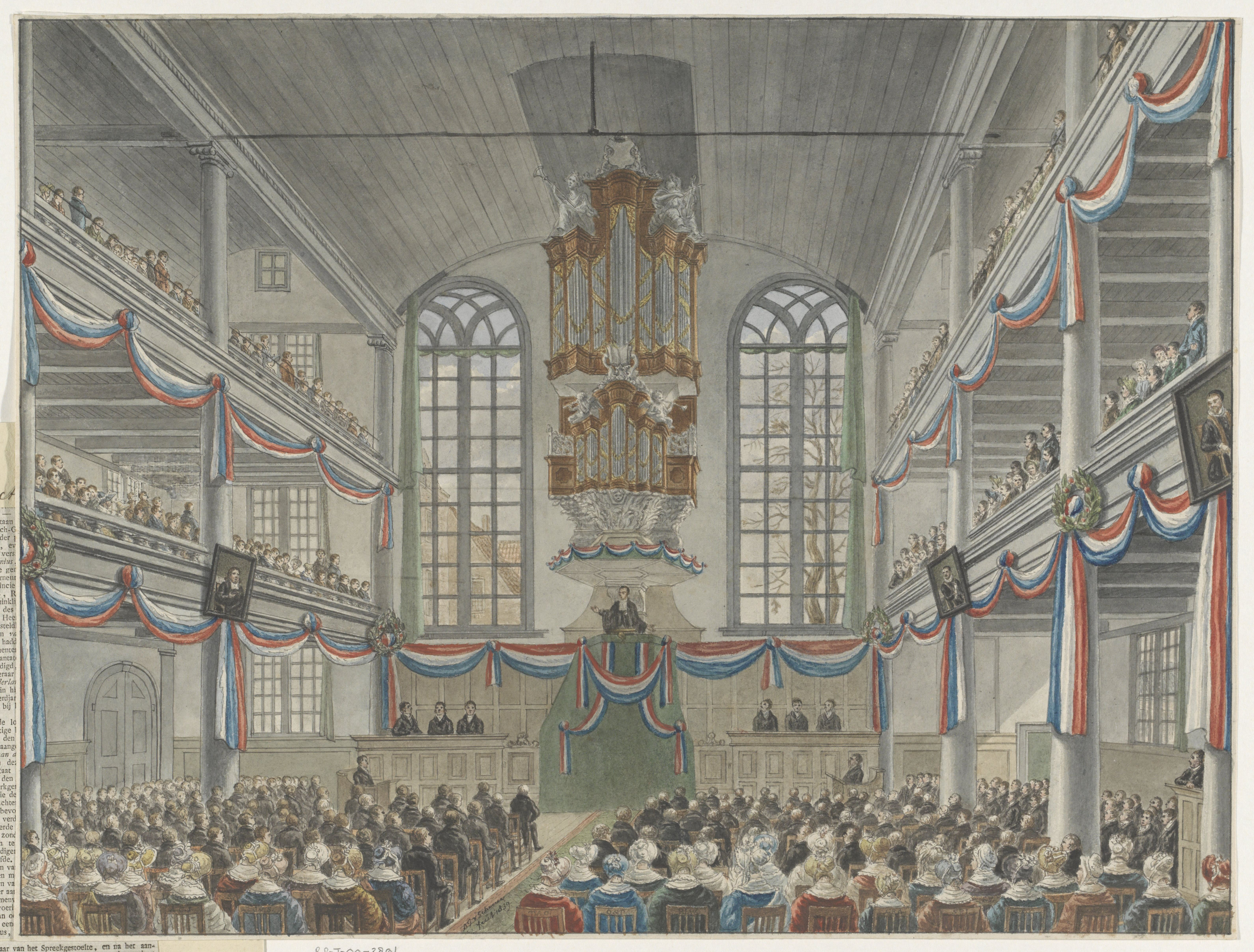
Abraham Amorie van der Hoeven, Seminarium w Amsterdamie (1834)

Doceniając jego talenty krasomówcze, kościół mianował go w 1827 roku profesorem teologii w Seminarium w Amsterdamie. Wykładając tam 30 lat Amorie van der Hoeven wywarł ogromny wpływ nie tylko na kolejne pokolenia remonstranckich duchownych, ale także na losy swojego kościoła.
Jego erudycja, obycie towarzyskie, głęboka pobożność przekładały się na jego popularność. Dzięki temu udało mu się uwolnić remonstrantów z teologicznej i politycznej izolacji, w jakiej znaleźli się pod koniec XVIII wieku gdy dominował wśród nich racjonalizm i radykalny republikanizm. Remonstranci zaczęli być identyfikowani jako liberalni, niedogmatyczni chrześcijanie, stanowiący alternatywę dla wciąż jeszcze konserwatywnego (choć zmieniającego się) Holenderskiego Kościoła Reformowanego. Stali się znów obecni w polityce np. kilka lat później premierem Niderlandów został krewny Amorie van der Hoeven, Jan van Heemskerk (1818-1897). Symbolem ich akceptacji była okoliczność, gdy w 1820 roku Amorie van der Hoeven wygłosił kazanie przed królem Niderlandów, Wilhelmem Orańskim. Nawiązując do ich koligacji rodzinnych i historii swojego kościoła zauważył, że „oto siostrzeniec Arminiusa wygłasza kazanie przed siostrzeńcem Maurycego Orańskiego.”
Sam niewiele publikował, ale miał wpływ na studentów poprzez kazania (które wygłaszał z pamięci) i wykłady, które były, jak określił to jego biograf „ireniczne, praktyczne i przede wszystkim biblijne.” W jego teologii chrześcijanie zjednoczą się kiedyś w jeden „ewangelicko-katolicki” kościół, który nie będzie wymagał wiary w niepotrzebne dogmaty. W uznaniu jego zasług otrzymał doktoraty honoris causa z teologii od Uniwersytetu w Groningen (1828) i Lejdzie (1828). Pod koniec życia uważany był za jednego z największych oratorów w Niderlandach.
Brak publikacji teologicznych sprawił, że nie założył własnej szkoły teologicznej i jeden z historyków nazwał go „Wielkim człowiekiem krótkiej chwili.” Po śmierci ukochanego syna w 1848 roku załamał się psychicznie i coraz bardziej ograniczał działalność publiczną i pedagogiczną. Śmierć córki Marii (1827-1854) była dla niego kolejnym ciosem, który zmusił go do wyjazdu do kurortu. Zmarł w drodze do w Szwajcarii.

## Rodzina
Abraham Amorie van der Hoeven był dwukrotnie żonaty. Po raz pierwszy poślubił w 1820 roku Agathę Stuart (1795-1835), córkę remonstranckiego pastora w Utrechcie i profesora w Seminarium Remonstranckiego w Amsterdamie. Z małżeństwa tego miał dziewięcioro dzieci, m.in.:
- Abrahama Amorie van der Hoeven Młodszego (1821-1848), podobnie jak ojciec pastor remonstrancki w Boskoop i Utrechcie (od 1845). Był jednym z pierwszych niderlandzkich uczniów Schleirmachera. Zmarł młodo na gruźlicę i bezżennie.
- Martinusa Amorie van der Hoeven (1824-1868) adwokata i profesora prawa rzymskiego, zainteresowanego teologią, bezżennego.
- Jana Amorie van der Hoeven (1825-1877) konsula Królestwa Niderlandów w Kantonie w l.1855-1866
- Hermana Agatho Armorie van der Hoeven (1829-1897) prawnika w Holenderskiej Indonezji, który po powrocie do Niderlandów przeszedł na katolicyzm w 1869 wzbudzając wielki oddźwięk w prasie; w latach 1875-1885 zasiadał w parlamencie.

Po raz drugi poślubił w 1837 roku Jakobę Burer (1801-1889) Z tego małżeństwa doczekał się dwójki dzieci, z których tylko córka dożyła dorosłego wieku.
Szeroko rozrodzona remonstrancka rodzina van der Hoeven wydała w XIX wieku wielu przedstawicieli życia politycznego i kulturalnego w Niderlandach.

## Źródła
- E.H. Cosse, biografia Amorie van der Hoevena w Biografisch Lexicon voor de geschiedenis van het Nederlands Protestantisme
- biografia Abrahama i czterech synów austorstwa Zuidema w Nieuw Nederlands Biografisch Woordenboek (NNBW)
- Cossee, E, 1988. Abraham des Amorie van der Hoeven, 1798-1855: een Remonstrants theoloog in de Biedermeiertijd, Kampen: Kok